# لیگ برتر بسکتبال مردان ایران ۱۴۰۰
لیگ برتر بسکتبال ایران ۱۴۰۰ از روز شنبه ۲۴ مهر با حضور ۱۶ تیم برگزار شد. لیگ برتر بسکتبال در قالب ۲ گروه ۸ تیمی برگزار می‌شود.

## جدول
- به روز شده در ۱۵ آذر ۱۴۰۰

### الف
تیم‌های شهرداری گرگان، پالایش نفت آبادان، ذوب آهن اصفهان، صنعت مس کرمان، کوچین آمل، خانه بسکتبال خوزستان، نیروی زمینی تهران و نظم آوران نوین سیرجان در گروه الف قرار دارند.
|   |                                     | بازی | برد | باخت | گل زده | گل خورده | تفاضل گل | امتیاز |
| ۱ | باشگاه بسکتبال شهرداری گرگان        | ۷    | ۶   | ۱    | ۶۰۴    | ۵۰۰      | ۱۰۴      | ۱۳     |
| ۲ | باشگاه بسکتبال ذوب آهن              | ۷    | ۵   | ۲    | ۵۶۶    | ۴۹۴      | ۷۲       | ۱۲     |
| ۳ | باشگاه بسکتبال نظم آوران سیرجان     | ۷    | ۵   | ۲    | ۵۳۲    | ۵۰۷      | ۲۵       | ۱۲     |
| ۴ | باشگاه بسکتبال مس کرمان             | ۷    | ۴   | ۳    | ۵۰۷    | ۴۷۸      | ۲۹       | ۱۱     |
| ۵ | باشگاه بسکتبال کاله                 | ۷    | ۴   | ۳    | ۵۱۲    | ۴۹۱      | ۲۱       | ۱۱     |
| ۶ | باشگاه بسکتبال پالایش نفت آبادان    | ۷    | ۲   | ۵    | ۵۲۸    | ۵۳۲      | -۴       | ۹      |
| ۷ | باشگاه بسکتبال خانه بسکتبال خوزستان | ۷    | ۲   | ۵    | ۴۹۳    | ۵۴۲      | -۴۹      | ۹      |
| ۸ | باشگاه بسکتبال نیروی زمینی          | ۷    | ۰   | ۷    | ۳۹۰    | ۵۸۸      | -۱۹۸     | ۷      |

### ب
تیم‌های مهرام تهران، شیمیدر قم، فولاد مبارکه سپاهان اصفهان، اکسون تهران، صنعت مس رفسنجان، رعد پدافند تهران، صنایع پشتیبانی ورزش هرمزگان و آویژه صنعت پارسای مشهد نیز در گروه ب قرار دارند.
|   |                                 | بازی | برد | باخت | گل زده | گل خورده | تفاضل گل | امتیاز |
| ۱ | باشگاه بسکتبال مهرام            | ۷    | ۶   | ۱    | ۵۱۲    | ۴۴۵      | ۶۷       | ۱۳     |
| ۲ | باشگاه بسکتبال شیمیدر           | ۶    | ۴   | ۲    | ۴۵۶    | ۳۷۱      | ۸۵       | ۱۰     |
| ۳ | باشگاه بسکتبال اکسون            | ۷    | ۳   | ۴    | ۴۸۶    | ۴۶۷      | ۱۹       | ۱۰     |
| ۴ | باشگاه بسکتبال صنعت مس رفسنجان  | ۵    | ۴   | ۱    | ۳۴۷    | ۳۵۰      | -۳       | ۹      |
| ۵ | باشگاه بسکتبال رعد پدافند تهران | ۶    | ۳   | ۳    | ۴۰۴    | ۴۴۹      | -۴۵      | ۹      |
| ۶ | باشگاه بسکتبال صنایع هرمزگان    | ۷    | ۱   | ۶    | ۴۵۰    | ۵۳۲      | -۸۲      | ۸      |
| ۷ | باشگاه بسکتبال سپاهان           | ۶    | ۱   | ۵    | ۳۹۵    | ۴۴۰      | -۴۵      | ۷      |
| ۸ | باشگاه بسکتبال آویژه صنعت مشهد  | ۴    | ۲   | ۲    | ۲۷۲    | ۲۶۸      | ۴        | ۶      |